# Gnarp
Gnarp – miejscowość (tätort) w Szwecji, w regionie administracyjnym (län) Gävleborg, w gminie Nordanstig.
Według danych Szwedzkiego Urzędu Statystycznego liczba ludności wyniosła: 1199 (31 grudnia 2015), 1183 (31 grudnia 2018) i 1160 (31 grudnia 2019).